# Plinio Nomellini
Pour les articles homonymes, voir Nomellini.
Plinio Nomellini (Livourne, 6 août 1866 - Florence, 8 août 1943) est un peintre italien du divisionnisme (aussi appelé chromo-luminarisme).

## Biographie
En 1883 et 1884 Plinio Nomellini fréquente l'école communale des arts et métiers à Livourne et les cours de dessin de Natale Betti ; par la suite il rejoint l'Académie des beaux-arts de Florence où enseignait Giovanni Fattori. Il fréquente les macchiaioli Silvestro Lega et Telemaco Signorini.
De 1890 à 1902 Plinio Nomellini séjourne à Gênes et participe à la « Promotrice Genovese ».
Autour de lui se crée le gruppo di Albaro (Giuseppe Sacheri, Eugenio Olivari, Angelo Balbi, Edoardo De Albertis, Angelo Vernazza) qui partage ses idées artistiques novatrices.
Pendant cette période il alterne un divisionnisme de matrice sociale et un autre à caractère paysagiste.
En 1894 il est arrêté et jugé (« processo pallone ») pour sa participation à des rassemblements anarchistes.
Pendant cette période d'emprisonnement l'artiste réalise des œuvres à thème carcéral.
Plinio Nomellini participe à l'Exposition de Turin (1898) et, à partir de 1899, régulièrement à la Biennale de Venise.
En 1902 il quitte Gênes pour Torre del Lago où il fréquente Giacomo Puccini, Galileo Chini, Eleonora Duse, Grazia Deledda et Gabriele D'Annunzio.
En 1907 il expose à la Biennale de Venise « L'arte del sogno » avec Chini, Gaetano Previati et De Albertis.
En 1919 il s'installe définitivement à Florence.
Au cours des années 1920 il adhère au Fascisme. Cela se ressent dans sa production artistique, en effet son œuvre Incipit nova aetas, conservée au Musée civique Giovanni Fattori à Livourne, représente l'arrivée à Florence des  chemises noires.
De 1939 à 1943, année de sa mort à Florence, il est président du Gruppo Labronico (it).

## Œuvres
- L'uliveta (ou Le fascinaie), 1886
- Il fienaiolo, 1888, Musée civique Giovanni Fattori, Livourne
- Lo sciopero, 1889, Pinacoteca Fondazione Cassa di Risparmio, Tortona
- I mattonai, 1889
- Marina ligure (ou  Il golfo di Genova) 1891, Pinacoteca Fondazione Cassa di Risparmio, Tortona
- Mare di Genova, 1891
- Piazza Caricamento, 1891, Pinacoteca Fondazione Cassa di Risparmio, Tortona
- Sotto il pergolato, 1891-93
- La diana del lavoro, 1893
- La sinfonia della luna, 1899, Galleria internazionale d'arte moderna, Venise
- La colonna di fumo (ou Il fuoco), 1900, Galleria d'Arte Moderna Ricci Oddi, Plaisance
- Nel divino del pian silenzio verde, 1900
- Ultimo raggio di sole, 1900
- San Rossore, 1900
- Lucille - la Ninina, 1900, Musées civiques de Pavie
- Polifonia, 1905, Musée cantonal des Beaux-arts de Lausanne
- Ditirambo, 1905, Galleria d'arte moderna Giannoni, Novare
- Prime letture, 1906, Galerie d'art moderne de Milan, Milan
- Garibaldi, 1907, Musée civique Giovanni Fattori, Livourne
- Baci di sole, 1908
- Bambina 1910
- La sorella minore, 1911, Galerie nationale d'art moderne et contemporain, Rome
- Pioggia imminente (ou Pioggia di primavera), 1912
- Mezzogiorno, 1912
- Grazia Deledda, 1912-1914,
- Bambine al mare, 1912-1913
- Festa di Pietrasanta, 1912
- Festa di Camaiore, 1913
- I cipressi di Volterra, 1914
- Gioia Tirrena (Isadora Duncan), 1914
- I pavoni, 1916
- Tra sole e luna, 1919
- Alle porte d'Italia, 1919
- La villa di Tiberio a Capri, 1922
- Incipit nova aetas, 1924, Musée civique Giovanni Fattori, Livourne
- Primula, 1925, Civico museo Revoltella, Trieste
- La difesa di Firenze, 1927
- Calipso, 1927
- Le rose di Poggio Imperiale, 1927
- Il roseto, 1927
- Saluto alla bandiera, 1927, Palais de la Province, Livourne
- Esodo, 1928
- I bersaglieri, 1930
- Il polledro, 1931
- Illustration de la revue La Riviera Ligure(graphique)

Nomellini a aussi réalisé de nombreuses affiches :
- Publicité Olio Sasso (1908)
- Inauguration des monuments à : 
  - Giuseppe Garibaldi à Sanremo (1908)
  - Expédition des Mille à Gênes (1915).

## Sources
- (it) Cet article est partiellement ou en totalité issu de l’article de Wikipédia en italien intitulé « Plinio Nomellini » (voir la liste des auteurs).